# A.C. Milan w sezonie 1913/1914

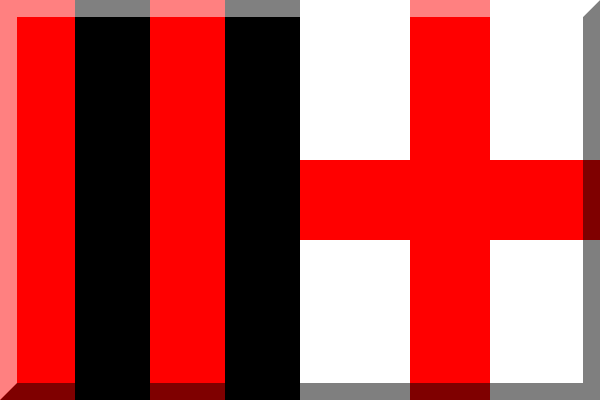
Klubowe barwy Milanu

Osiągnięcia piłkarskiego zespołu A.C. Milan w sezonie 1913/1914.

## Osiągnięcia
- Mistrzostwa Włoch: odpadnięcie w grupie półfinałowej

## Podstawowe dane
- Oficjalna nazwa klubu: Milan Cricket and Foot-Ball Club
- Siedziba klubu: Bottiglieria Franzini, Via Mercanti 1
- Boisko: Campo Milan di Porta Monforte; Arena Civica; Velodromo Sempione
- Prezes klubu:  Piero Pirelli I
- Trener zespołu: Komisja Techniczna (Cesare Stabilini, Mario Beltrami, Piero Peverelli)
- Kapitan drużyny:  Louis Van Hege